# Carry Out
«Carry Out» es el tercer sencillo del álbum de Timbaland Shock Value II. La canción fue coescrita por Justin Timberlake. Timbaland comentó que esta era su canción favorita del álbum. Carry Out fue también la entrada de la música Timbaland el 28 de diciembre edición de WWE Raw , Timbaland, cuando fue invitado de acogida para la noche. La canción fue lanzada como el tercer internacionales siguiente sencillo  " Morning After Dark "y" Si No Es Ahora Una vez más "el 26 de abril de 2010. 

## Video musical
Un video fue filmado en diciembre de 2009 en su mayoría de tomas en vivo de Timbaland y Justin Timberlake interpretando la canción, se supone que se estrena en enero de 2010 antes de que se archivó. A fines de enero de 2010, se anunció que un nuevo vídeo se va a ser filmado con el director Bryan Barber . El video se estrenó el 18 de febrero de 2010. El hermano menor de Sebastián, hace una aparición en el vídeo. El vídeo se reproduce en el Reino Unido por sus canales de música. En si, el video Cuenta con Timbaland y Timberlake en un casino de Las Vegas bailando junto a un grupo de mujeres que tratan de seducirlos a ellos. 

## Tabla de resultados
Llevar a cabo" debutó en el n#10 de las listas UK Singles Chart el 4 de abril de 2010. La canción se convirtió en el tercer sencillo de Shock Value II para entrar en el Top 40 del Reino Unido. El 4 de abril de 2010, el sencillo  subió otros 13 lugares con una corriente máxima de Reino Unido # 16, y un máximo de # 7 en el Reino Unido . Según las estimaciones de ventas de mediados de la semana 6 de abril de 2010, "Carry Out" había subido más alto en el Top 10 del Reino Unido y el 11 de abril de 2010, el sencillo  escaló 10 lugares hasta el # 6 y 3 lugares al # 4 en el Reino Unido Singles Chart, la tercerera vez consecutiva el Top 10 de Shock Value II. El 26 de marzo de 2010, el sencillo también debutó en la Irlanda Singles Chart en el puesto # 41. A la semana siguiente, el sencillo escaló al # 19. El 9 de abril de 2010, el sencillo saltó 16 lugares al # 3.
- Datos: Q2553197